# Anthracophorides maculata
Anthracophorides maculata är en skalbaggsart som beskrevs av Moser 1918. Anthracophorides maculata ingår i släktet Anthracophorides och familjen Cetoniidae. Inga underarter finns listade i Catalogue of Life.